# 宮本ともみ
宮本 ともみ（みやもと ともみ、1978年12月31日 - ）は、神奈川県相模原市出身の元女子サッカー選手、現サッカー指導者、解説者。元サッカー日本女子代表(代表通算77試合13得点)。現役時代のポジションはミッドフィールダー。神奈川県立相模大野高等学校卒業。旧姓は「三井」。

## 経歴

### 選手時代
小学1年生の時、兄の影響でサッカーを始めた。新磯サッカースポーツ少年団、相模原SCを経て、1997年(当時18歳)でプリマハムFCくノ一（現伊賀FCくノ一）へ入団。同年日本代表に初選出された。
1999年、第3回FIFA女子世界選手権アメリカ大会(現ワールドカップ)に出場。
2002年、23歳のときに結婚。周囲からは「引退するのか」と聞かれることもあったが、「『なんで結婚するからやめるんだ』という感じでした」、「『(夫からは)結婚したんだからサッカーやめろ』ということは言われなかった」 と語っている。
2003年、第4回FIFA女子ワールドカップアメリカ大会では3試合すべてでフル出場した。
2004年、アテネオリンピックの代表メンバーに選出された。当時の代表監督だった上田栄治は宮本を「澤穂希よりも重要な選手」と評価していた。宮本はチームで唯一の既婚者であり、またチーム最長身であった。宮本は第1戦のスウェーデン戦をフルで戦った後、第2戦目のナイジェリア戦にもスタメン出場。しかし前半15分過ぎ、相手選手と交錯した際、そのスパイクが右大腿部を直撃し、８針縫う裂傷を負った。倒れこんだ宮本は、立ち上がれないまま担架でピッチ外へ運ばれ、結局そのまま交代。この後チームは攻守のバランスを崩し、後半にはナイジェリアに決勝点を奪われることとなる。当時日本サッカー協会会長だった川淵三郎は「残念だね。宮本が欠場したのが痛かった。彼女がいないと攻守とも痛い」と述べた。
決勝トーナメント準々決勝アメリカ戦では怪我を押して強行先発したが、1-2で敗れ、チームは敗退した。
2005年5月、26歳のとき長男を出産。産休・育休のため戦列を離れ、2005年シーズンは選手登録されなかったが、2006年シーズンに再び選手登録され現役復帰。
2006年10月に日本女子代表にも再び招集され、初の子持ち代表となった。このとき日本サッカー協会は民間のベビーシッターを雇い、宮本が1歳(当時)の長男を伴って代表活動ができるようにサポートした。
2007年、第5回FIFA女子ワールドカップ中国大会のメンバーに選出され、自身3度目のワールドカップメンバーとなった。
2008年、伊賀FCくノ一がなでしこリーグ2部へ降格、このときのことについて宮本は「サッカー人生で一番悔しい出来事で、なかなか受けとめることが出来なかった」「『神様がやめろって言っているのかな』と引退も考えました」と語っている。
2009年、東京電力女子サッカー部マリーゼ(TEPCOマリーゼ)へ移籍。移籍の理由について「年齢的にも選手生命が残り少なくなってきた中で、サッカーが集中できる環境にいたかったし、自分の経験を少しでも後進に伝えたかった」と語っている。
2011年、伊賀FCくノ一へ復帰。同年4月29日に行われたリーグ開幕戦福岡J・アンクラス戦では2ゴールを挙げ、チームを2-0の勝利に導いた。
同年7月24日、なでしこリーグの岡山湯郷Belle戦で、リーグ200試合出場を達成した。
同年8月19日、国立競技場で行われた「東日本大震災復興支援チャリティーマッチ がんばろうニッポン！なでしこジャパンvsなでしこリーグ選抜」のなでしこリーグ選抜チームのメンバーに選出された。試合は2-3で敗れたが、選抜チームの監督を務めた星川敬は宮本について「宮本選手の経験は内容を見ても、結果からもまだまだやれると感じました」と高く評価した。
2012年12月5日、現役を退くことを表明した。同年12月22日の第34回皇后杯全日本女子サッカー選手権大会準決勝のジェフユナイテッド市原・千葉レディース戦に出場、試合はペナルティーキック戦の末に敗れたが、宮本は後半24分に1-1の同点となるゴールを挙げ、これが現役最後の得点となった。
2013年3月3日、伊勢フットボールヴィレッジにて引退記念試合とセレモニーが行われた。

### 指導者時代
2015年4月、高田短期大学女子サッカー部監督に就任した。
2016年4月、日本サッカー協会により、女子代表の強化や女子サッカー育成普及を担う女子委員会が新たに承認され、委員の1人に選ばれた。同年12月、 U-16/17日本女子代表のコーチに選任された。
2019年にU-19日本女子代表コーチに就任。
2021年から2024年9月までなでしこジャパン(日本女子代表)コーチを務めた。
2025年6月2日、WEリーグ・INAC神戸レオネッサの監督に就任した。

## 個人成績

### クラブ
| 国内大会個人成績 | 国内大会個人成績   | 国内大会個人成績 | 国内大会個人成績  | 国内大会個人成績 | 国内大会個人成績 | 国内大会個人成績 | 国内大会個人成績 | 国内大会個人成績 | 国内大会個人成績 | 国内大会個人成績 | 国内大会個人成績 |
| 年度             | クラブ             | 背番号           | リーグ            | リーグ戦         | リーグ戦         | リーグ杯         | リーグ杯         | オープン杯       | オープン杯       | 期間通算         | 期間通算         |
| 年度             | クラブ             | 背番号           | リーグ            | 出場             | 得点             | 出場             | 得点             | 出場             | 得点             | 出場             | 得点             |
| 日本             | 日本               | 日本             | 日本              | リーグ戦         | リーグ戦         | リーグ杯         | リーグ杯         | 皇后杯           | 皇后杯           | 期間通算         | 期間通算         |
| ---------------- | ------------------ | ---------------- | ----------------- | ---------------- | ---------------- | ---------------- | ---------------- | ---------------- | ---------------- | ---------------- | ---------------- |
| 1997             | プリマハムFCくノ一 | 4                | L・リーグ         | 15               | 1                |                  |                  |                  |                  |                  |                  |
| 1998             | プリマハムFCくノ一 | 14               | L・リーグ         | 18               | 1                |                  |                  |                  |                  |                  |                  |
| 1999             | プリマハムFCくノ一 | 14               | L・リーグ         | 14               | 3                |                  |                  |                  |                  |                  |                  |
| 2000             | 伊賀FCくノ一       | 10               | L・リーグ         | 12               | 1                | -                | -                |                  |                  |                  |                  |
| 2001             | 伊賀FCくノ一       | 10               | L・リーグ         | 14               | 0                | -                | -                |                  |                  |                  |                  |
| 2002             | 伊賀FCくノ一       | 10               | L・リーグ         | 4                | 0                | -                | -                |                  |                  |                  |                  |
| 2003             | 伊賀FCくノ一       | 10               | L・リーグ         | 20               | 1                | -                | -                | 3                | 1                | 23               | 2                |
| 2004             | 伊賀FCくノ一       | 10               | L・リーグ1部 (L1) | 7                | 1                | -                | -                |                  |                  |                  |                  |
| 2006             | 伊賀FCくノ一       | 10               | なでしこ Div.1    | 14               | 0                | -                | -                | 2                | 0                | 16               | 0                |
| 2007             | 伊賀FCくノ一       | 10               | なでしこ Div.1    | 21               | 1                | 0                | 0                | 1                | 0                | 22               | 1                |
| 2008             | 伊賀FCくノ一       | 10               | なでしこ Div.1    | 17               | 3                | -                | -                | 2                | 0                | 19               | 3                |
| 2009             | TEPCOマリーゼ      | 6                | なでしこ Div.1    | 21               | 2                | -                | -                | 3                | 0                | 24               | 2                |
| 2010             | TEPCOマリーゼ      | 6                | なでしこ          | 17               | 5                | 5                | 1                | 2                | 1                | 24               | 7                |
| 2011             | 伊賀FCくノ一       | 32               | なでしこ          | 16               | 3                | -                | -                | 0                | 0                | 16               | 3                |
| 2012             | 伊賀FCくノ一       | 5                | なでしこ          | 18               | 0                | 5                | 0                | 3                | 1                | 26               | 1                |
| 通算             | 日本               | 日本             | 1部               | 228              | 22               |                  |                  |                  |                  |                  |                  |
| 総通算           | 総通算             | 総通算           | 総通算            | 228              | 22               |                  |                  |                  |                  |                  |                  |

※2005年度は産休・育休により登録されず

### 代表
- 1997年6月8日 - 日本女子代表初出場 -  中華人民共和国戦 (国際親善試合)
- 1997年6月8日 - 日本女子代表初得点 -  中華人民共和国戦 (国際親善試合)

#### 選出歴等
- 1998年　第13回アジア競技大会（タイ）出場
- 1999年　第3回FIFA女子世界選手権出場
- 2003年　第4回FIFA女子ワールドカップ出場
- 2004年　アテネオリンピック出場
- 2007年　第5回FIFA女子ワールドカップ出場

#### 試合数
| 日本代表 | 国際Aマッチ | 国際Aマッチ |
| 年       | 出場        | 得点        |
| -------- | ----------- | ----------- |
| 1997     | 6           | 2           |
| 1998     | 10          | 1           |
| 1999     | 14          | 2           |
| 2002     | 7           | 1           |
| 2003     | 14          | 3           |
| 2004     | 9           | 2           |
| 2006     | 1           | 0           |
| 2007     | 16          | 2           |
| 通算     | 77          | 13          |

- 出典: なでしこジャパン（日本女子代表）試合別出場記録[32]
- 出典: なでしこジャパン（日本女子代表）選手個人記録（出場試合数ランキング）[33]

### 出場
| 出場試合一覧 | 出場試合一覧   | 出場試合一覧     | 出場試合一覧                               | 出場試合一覧           | 出場試合一覧 | 出場試合一覧 | 出場試合一覧            |
| #            | 開催日         | 開催地           | 会場                                       | 相手                   | 結果         | 監督         | 大会                    |
| ------------ | -------------- | ---------------- | ------------------------------------------ | ---------------------- | ------------ | ------------ | ----------------------- |
| 1            | 1997年06月08日 | 東京都           | 国立霞ヶ丘競技場陸上競技場                 | 中国                   | ○1-0         | 宮内聡       | キリンカップ            |
| 2            | 1997年06月15日 | 大阪府           | 長居陸上競技場                             | 中国                   | △0-0         | 宮内聡       | キリンカップ            |
| 3            | 1997年12月07日 | 番禺             |                                            | インド                 | ○1-0         | 宮内聡       | アジア選手権            |
| 4            | 1997年12月09日 | 番禺             |                                            | 香港                   | ○9-0         | 宮内聡       | アジア選手権            |
| 5            | 1997年12月12日 | 広州             |                                            | 朝鮮民主主義人民共和国 | ●0-1         | 宮内聡       | アジア選手権            |
| 6            | 1997年12月14日 | 広州             |                                            | チャイニーズタイペイ   | ○2-0         | 宮内聡       | アジア選手権            |
| 7            | 1998年05月17日 | 東京都           | 国立霞ヶ丘競技場陸上競技場                 | アメリカ合衆国         | ●1-2         | 宮内聡       | キリンカップ            |
| 8            | 1998年05月21日 | 兵庫県           | 神戸総合運動公園ユニバー記念競技場         | アメリカ合衆国         | ●0-2         | 宮内聡       | キリンカップ            |
| 9            | 1998年05月24日 | 神奈川県         | 横浜国際総合競技場                         | アメリカ合衆国         | ●0-3         | 宮内聡       | キリンカップ            |
| 10           | 1998年10月24日 | ソウル           |                                            | 韓国                   | △1-1         | 宮内聡       | 国際親善試合            |
| 11           | 1998年10月26日 | ソウル           |                                            | 韓国                   | △1-1         | 宮内聡       | 国際親善試合            |
| 12           | 1998年12月08日 | バンコク         |                                            | タイ                   | ○6-0         | 宮内聡       | アジア大会              |
| 13           | 1998年12月10日 | バンコク         |                                            | 朝鮮民主主義人民共和国 | ●2-3         | 宮内聡       | アジア大会              |
| 14           | 1998年12月12日 | バンコク         |                                            | ベトナム               | ○8-0         | 宮内聡       | アジア大会              |
| 15           | 1998年12月15日 | バンコク         |                                            | 中国                   | ●0-3         | 宮内聡       | アジア大会              |
| 16           | 1998年12月17日 | バンコク         |                                            | チャイニーズタイペイ   | ○2-1         | 宮内聡       | アジア大会              |
| 17           | 1999年03月24日 | サンカンタン     |                                            | フランス               | ○1-0         | 宮内聡       | 国際親善試合            |
| 18           | 1999年04月29日 | シャーロット     |                                            | アメリカ合衆国         | ●0-9         | 宮内聡       | 国際親善試合            |
| 19           | 1999年05月02日 | カールストン     |                                            | アメリカ合衆国         | ●0-7         | 宮内聡       | 国際親善試合            |
| 20           | 1999年05月30日 | 京都府           | 京都市西京極総合運動公園陸上競技場兼球技場 | 韓国                   | △1-1         | 宮内聡       | キリンカップ            |
| 21           | 1999年06月03日 | 東京都           | 国立霞ヶ丘競技場陸上競技場                 | 韓国                   | ○3-2         | 宮内聡       | キリンカップ            |
| 22           | 1999年06月19日 | サンノゼ         |                                            | カナダ                 | △1-1         | 宮内聡       | 世界選手権              |
| 23           | 1999年06月23日 | ポートランド     |                                            | ロシア                 | ●0-5         | 宮内聡       | 世界選手権              |
| 24           | 1999年06月26日 | シカゴ           |                                            | ノルウェー             | ●0-4         | 宮内聡       | 世界選手権              |
| 25           | 1999年11月08日 | イロイロ         |                                            | タイ                   | ○9-0         | 鈴木保       | アジア選手権            |
| 26           | 1999年11月10日 | イロイロ         |                                            | ウズベキスタン         | ○5-1         | 鈴木保       | アジア選手権            |
| 27           | 1999年11月12日 | バロタク         |                                            | ネパール               | ○14-0        | 鈴木保       | アジア選手権            |
| 28           | 1999年11月14日 | イロイロ         |                                            | フィリピン             | ○6-0         | 鈴木保       | アジア選手権            |
| 29           | 1999年11月19日 | バコロド         |                                            | チャイニーズタイペイ   | ●0-2         | 鈴木保       | アジア選手権            |
| 30           | 1999年11月21日 | バコロド         |                                            | 朝鮮民主主義人民共和国 | ●2-3         | 鈴木保       | アジア選手権            |
| 31           | 2002年08月27日 | 武漢             |                                            | 中国                   | ●0-4         | 上田栄治     | 極東4ヶ国対抗戦         |
| 32           | 2002年08月29日 | 漢口             |                                            | ロシア                 | ●0-1         | 上田栄治     | 極東4ヶ国対抗戦         |
| 33           | 2002年08月31日 | 漢口             |                                            | 韓国                   | △0-0         | 上田栄治     | 極東4ヶ国対抗戦         |
| 34           | 2002年10月02日 | 釜山             |                                            | 朝鮮民主主義人民共和国 | ●0-1         | 上田栄治     | アジア大会              |
| 35           | 2002年10月04日 | 昌原             |                                            | ベトナム               | ○3-0         | 上田栄治     | アジア大会              |
| 36           | 2002年10月07日 | 馬山             |                                            | 韓国                   | ○1-0         | 上田栄治     | アジア大会              |
| 37           | 2002年10月09日 | 昌原             |                                            | 中国                   | △2-2         | 上田栄治     | アジア大会              |
| 38           | 2003年03月19日 | バンコク         |                                            | タイ                   | ○9-0         | 上田栄治     | 国際親善試合            |
| 39           | 2003年06月09日 | バンコク         |                                            | フィリピン             | ○15-0        | 上田栄治     | アジア選手権            |
| 40           | 2003年06月11日 | バンコク         |                                            | グアム                 | ○7-0         | 上田栄治     | アジア選手権            |
| 41           | 2003年06月13日 | バンコク         |                                            | ミャンマー             | ○7-0         | 上田栄治     | アジア選手権            |
| 42           | 2003年06月15日 | バンコク         |                                            | チャイニーズタイペイ   | ○5-0         | 上田栄治     | アジア選手権            |
| 43           | 2003年06月19日 | バンコク         |                                            | 朝鮮民主主義人民共和国 | ●0-3         | 上田栄治     | アジア選手権            |
| 44           | 2003年06月21日 | バンコク         |                                            | 韓国                   | ●0-1         | 上田栄治     | アジア選手権            |
| 45           | 2003年07月05日 | メキシコシティー |                                            | メキシコ               | △2-2         | 上田栄治     | ワールドカップ予選      |
| 46           | 2003年07月12日 | 東京都           | 国立霞ヶ丘競技場陸上競技場                 | メキシコ               | ○2-0         | 上田栄治     | ワールドカップ予選      |
| 47           | 2003年07月22日 | 宮城県           | 仙台スタジアム                             | 韓国                   | ○5-0         | 上田栄治     | 日韓豪3ヶ国対抗国際大会 |
| 48           | 2003年07月27日 | 宮城県           | 仙台スタジアム                             | オーストラリア         | △0-0         | 上田栄治     | 日韓豪3ヶ国対抗国際大会 |
| 49           | 2003年09月21日 | コロンバス       |                                            | アルゼンチン           | ○6-0         | 上田栄治     | ワールドカップ          |
| 50           | 2003年09月25日 | コロンバス       |                                            | ドイツ                 | ●0-3         | 上田栄治     | ワールドカップ          |
| 51           | 2003年09月27日 | フォックスボロ   |                                            | カナダ                 | ●1-3         | 上田栄治     | ワールドカップ          |
| 52           | 2004年04月18日 | 東京都           | 駒沢オリンピック公園総合運動場陸上競技場   | ベトナム               | ○7-0         | 上田栄治     | オリンピック予選        |
| 53           | 2004年04月24日 | 東京都           | 国立霞ヶ丘競技場陸上競技場                 | 朝鮮民主主義人民共和国 | ○3-0         | 上田栄治     | オリンピック予選        |
| 54           | 2004年04月26日 | 広島県           | 広島広域公園陸上競技場                     | 中国                   | ●0-1         | 上田栄治     | オリンピック予選        |
| 55           | 2004年06月06日 | ルイビル         |                                            | アメリカ合衆国         | △1-1         | 上田栄治     | 国際親善試合            |
| 56           | 2004年07月30日 | 東京都           | 国立霞ヶ丘競技場陸上競技場                 | カナダ                 | ○3-0         | 上田栄治     | 国際親善試合            |
| 57           | 2004年08月06日 | ザイスト         |                                            | オランダ               | ○2-0         | 上田栄治     | 国際親善試合            |
| 58           | 2004年08月11日 | ボロス           |                                            | スウェーデン           | ○1-0         | 上田栄治     | オリンピック            |
| 59           | 2004年08月14日 | アテネ           |                                            | ナイジェリア           | ●0-1         | 上田栄治     | オリンピック            |
| 60           | 2004年08月20日 | テッサロニキ     |                                            | アメリカ合衆国         | ●1-2         | 上田栄治     | オリンピック            |
| 61           | 2006年11月19日 | 千葉県           | フクダ電子アリーナ                         | オーストラリア         | ○1-0         | 大橋浩司     | 国際親善試合            |
| 62           | 2007年02月09日 | ニコシア         |                                            | ノルウェー             | ○1-0         | 大橋浩司     | 国際親善試合            |
| 63           | 2007年02月12日 | ラルナカ         |                                            | スウェーデン           | △2-2         | 大橋浩司     | 国際親善試合            |
| 64           | 2007年03月10日 | 東京都           | 国立霞ヶ丘競技場陸上競技場                 | メキシコ               | ○2-0         | 大橋浩司     | ワールドカップ予選      |
| 65           | 2007年03月17日 | トルーカ         |                                            | メキシコ               | ●1-2         | 大橋浩司     | ワールドカップ予選      |
| 66           | 2007年04月07日 | 東京都           | 国立霞ヶ丘競技場陸上競技場                 | ベトナム               | ○2-0         | 大橋浩司     | オリンピック予選        |
| 67           | 2007年04月15日 | バンコク         |                                            | タイ                   | ○4-0         | 大橋浩司     | オリンピック予選        |
| 68           | 2007年06月03日 | 東京都           | 国立霞ヶ丘競技場陸上競技場                 | 韓国                   | ○6-1         | 大橋浩司     | オリンピック予選        |
| 69           | 2007年06月10日 | 富川             |                                            | 韓国                   | △2-2         | 大橋浩司     | オリンピック予選        |
| 70           | 2007年07月28日 | サンノゼ         |                                            | アメリカ合衆国         | ●1-4         | 大橋浩司     | 国際親善試合            |
| 71           | 2007年08月04日 | ハイフォン       |                                            | ベトナム               | ○8-0         | 大橋浩司     | オリンピック予選        |
| 72           | 2007年08月12日 | 東京都           | 国立霞ヶ丘競技場陸上競技場                 | タイ                   | ○5-0         | 大橋浩司     | オリンピック予選        |
| 73           | 2007年08月30日 | 東京都           | 国立霞ヶ丘競技場陸上競技場                 | カナダ                 | △0-0         | 大橋浩司     | 国際親善試合            |
| 74           | 2007年09月02日 | 千葉県           | フクダ電子アリーナ                         | ブラジル               | ○2-1         | 大橋浩司     | 国際親善試合            |
| 75           | 2007年09月11日 | 上海             |                                            | イングランド           | △2-2         | 大橋浩司     | ワールドカップ          |
| 76           | 2007年09月14日 | 上海             |                                            | アルゼンチン           | ○1-0         | 大橋浩司     | ワールドカップ          |
| 77           | 2007年09月17日 | 杭州             |                                            | ドイツ                 | ●0-2         | 大橋浩司     | ワールドカップ          |

#### ゴール
| ゴール一覧 | ゴール一覧     | ゴール一覧     | ゴール一覧                               | ゴール一覧 | ゴール一覧 | ゴール一覧 | ゴール一覧                                | ゴール一覧 |
| #          | 開催日         | 開催都市       | スタジアム                               | 対戦国     | 結果       | 監督       | 大会                                      | 出典       |
| ---------- | -------------- | -------------- | ---------------------------------------- | ---------- | ---------- | ---------- | ----------------------------------------- | ---------- |
| 1.         | 1997年6月8日   | 東京           | 国立霞ヶ丘競技場陸上競技場               | 中国       | ○ 1-0      | 宮内聡     | キリンカップ                              |            |
| 2.         | 1997年12月9日  | 番禺           |                                          | 香港       | ○ 9-0      | 宮内聡     | 1997 AFC女子選手権                        |            |
| 3.         | 1998年12月8日  | バンコク       | トゥパテミ・スタジアム                   | タイ       | ○ 6-0      | 宮内聡     | 第13回アジア競技大会                      |            |
| 4.         | 1999年11月12日 | バロタク       |                                          | ネパール   | ○ 14-0     | 鈴木保     | 1999 AFC女子選手権                        |            |
| 5.         | 1999年11月12日 | バロタク       |                                          | ネパール   | ○ 14-0     | 鈴木保     | 1999 AFC女子選手権                        |            |
| 6.         | 2002年10月9日  | 昌原           | 昌原総合運動場                           | 中国       | △ 2-2      | 上田栄治   | 第14回アジア競技大会                      |            |
| 7.         | 2003年6月9日   | バンコク       | ラジャマンガラ・スタジアム               | フィリピン | ○ 15-0     | 上田栄治   | 2003 AFC女子選手権                        |            |
| 8.         | 2003年7月5日   | メキシコシティ |                                          | メキシコ   | △ 2-2      | 上田栄治   | 2003 FIFA女子ワールドカップ予選プレーオフ |            |
| 9.         | 2003年7月22日  | 仙台           | 仙台スタジアム                           | 韓国       | ○ 5-0      | 上田栄治   | 日･韓･豪3ヶ国対抗国際女子サッカー大会     |            |
| 10.        | 2004年4月18日  | 東京           | 駒沢オリンピック公園総合運動場陸上競技場 | ベトナム   | ○ 7-0      | 上田栄治   | アテネオリンピックアジア最終予選          |            |
| 11.        | 2004年4月18日  | 東京           | 駒沢オリンピック公園総合運動場陸上競技場 | ベトナム   | ○ 7-0      | 上田栄治   | アテネオリンピックアジア最終予選          |            |
| 12.        | 2007年6月3日   | 東京           | 国立霞ヶ丘競技場陸上競技場               | 韓国       | ○ 6-1      | 上田栄治   | 北京オリンピックアジア最終予選            | [ 34 ]     |
| 13.        | 2007年8月4日   | ハイフォン     | ラックチャイ・スタジアム                 | ベトナム   | ○ 8-0      | 上田栄治   | 北京オリンピックアジア最終予選            | [ 35 ]     |

## タイトル

### クラブ
- プリマハムFCくノ一
  - 日本女子サッカーリーグ: 1回 (1999年)
  - L・リーグカップ: 2回 (1997年、1998年)
  - 全日本女子サッカー選手権大会: 1回 (1998年)

### 個人
- 日本女子サッカーリーグ ベストイレブン：2回 (1999年、2003年)